# 滕秀兰
滕秀兰（1961年—），福建龙海人，汉族，中华人民共和国政治人物、第十二届全国人民代表大会福建地区代表。
毕业于福建省委党校法律专业，現任福建漳州農村商業銀行董事長。加入中国共产党。2013年，担任全国人大代表。